# Dyrnwyn
Nella mitologia gallese Dyrnwyn (gallese: "Bianca Elsa") è la spada magica di Rhydderch Hael, uno dei Tre Generosi Uomini dell'Isola di Britannia menzionati nelle Triadi Gallesi. A volte viene citata come Dyrnwyn, gleddyf Rhydderch Hael ("Bianca Elsa, la spada di Rhydderch il Generoso").
Quando viene sguainata, la lama viene avvolta da una fiamma. Se impugnata da un valoroso, il fuoco lo aiuterà nella sua causa. Se invece la impugna un malvagio, il fuoco lo brucerà. Dyrnwyn era anche uno dei Tredici tesori dell'Isola di Britannia.
Probabilmente esiste un collegamento tra la spada e Owain Ddantgwyn, un sovrano del Rhôs nel Galles settentrionale. Ddantgwyn significa "Dente Bianco", forse un riferimento alla spada. Ddantwyn è stato associato con re Artù per le molte coincidenze riscontrate nelle loro vite: hanno il patronimico "ab Yrth"; grosso modo vivono nello stesso periodo; vengono uccisi dai loro nipoti. Reperti archeologici dello stesso periodo storico sono stati riportati alla luce a Viroconium. Così è possibile che la spada Dyrnwyn fosse alla base della leggendaria Excalibur.